# Bartul Ivanković
Bartul Ivanković (Istanbul, 1815. – Trst, 1898.), hrvatski slikar marinist, podrijetlom iz Herceg-Novoga, Crna Gora. Najplodniji je slikar marinist 19. stoljeća. Po struci bio je kapetan duge plovidbe.

## Životopis
Rođen u Istanbulu, podrijetlom iz obitelji bokeljskih Hrvata iz Herceg-Novoga. Od 1849. godine živio je i radio u Trstu u kojem je ostao do kraja života.
Motivi njegovih slikar su prizori iz svakidašnjega pomorskog života na moru, u plovidbama i
u lukama, jedrenje uz povoljan vjetar, križanje, sidrenje, čekanje na vez, na sidrištu, u luci. Brodove koje je naslikao smjestio je u sve moguće vremenske uvjete, od uvjeta ugodne plovidbe do krajnjeg nevremena, po svim toplinskim i oborinskim situacijama. Vrste brodova oje je slikao su jedrenjaci i parobrodi. Jedrenjaci koje je naslikao pripadaju posljednjoj fazi razvitka jedrenjaka, a zbog točnosti kojim ih je oslikao, Ivankovićeve slike važni su dokument pomorske i brodograđevne povijesti. Među svim tim brodovima jedrenjacima koje oslikao prevladavaju ove vrste: bark, košna goleta, nava, trabakula i kliper.
Pripadnost naslikanih brodova bila je ondašnjim pomorskim društvima i brodarskim zajednicama iz Italije, Engleske, Turske, Francuske, Amerike, ali prevladavali su mu motivi brodova iz istočnojadranskih krajeva naseljenih Hrvatima, od Istre na sjeveru sve do Boke kotorske na jugu. Sačuvani opus čini 400 slika.
Bio je vrsni poznavatelj brodograđevne djelatnosti tršćanskih i istočnojadranskih brodogradilišta 19. stoljeća, onodobne suvremene nautičke znanosti i manevriranja jedrenjacima u plovidbi i u luci.